# Parnaenus
Parnaenus is een geslacht van spinnen uit de familie springspinnen (Salticidae).

## Soorten
De volgende soorten zijn bij het geslacht ingedeeld:
- Parnaenus cuspidatus F. O. P.-Cambridge, 1901
- Parnaenus cyanidens (C. L. Koch, 1846)
- Parnaenus metallicus (C. L. Koch, 1846)